# Château de Nyborg
Le château de Nyborg (en danois : Nyborg Slot) est un château médiéval situé à Nyborg sur l'île danoise de Fionie. Le château tient une place importante dans l'histoire du Danemark. C'est en effet au château que le roi Erik V Klipping a signé la première constitution du Danemark en 1282 et que la Danehof (en), le premier parlement du pays, a siégé.

## Histoire
Édifié vers 1170, le château est à l'origine de forme carrée avec des tours d'angle reliées entre elles par un mur-rideau et entouré de douves. Un bâtiment résidentiel (palatium) est construit à côté du mur ouest au milieu du XIIIe siècle et une puissante tour de défense est construite sur le mur est.

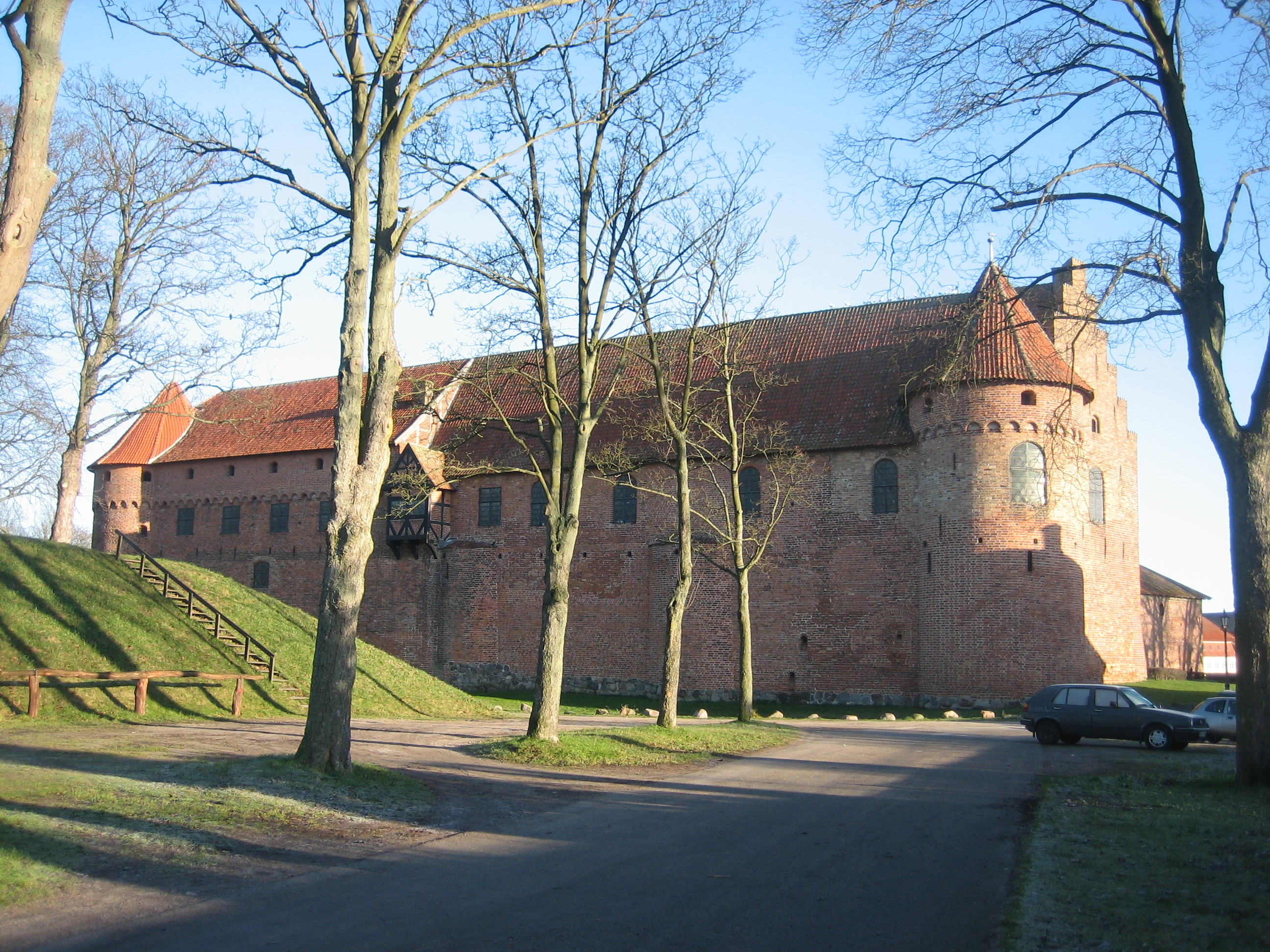
Château de Nyborg

Jusqu'en 1413, le palatium est l'endroit où se tient le parlement médiéval, le Danehof. Christian III, qui séjourne fréquemment dans le bâtiment, construit une nouvelle salle de banquet et une tour dans les années 1540. Sous Christian IV, des aménagements supplémentaires sont réalisés par l'architecte italien Domenicus Badiaz (da) en 1607 quand la tour principale (Knudstårnet) reçoit une flèche semblable à la Blåtårn (da) de Copenhague. Le château est sérieusement endommagé pendant la guerre dano-suédoise (1657-1658). Par après, la plupart des bâtiments sont démolis, le matériau étant réutilisés en 1722 pour la construction du château d'Odense (en). Les bâtiments encore debout servent de grenier à grain ou de magasin pour la poudre à canon. Le château est restauré de 1917 à 1923 par Mogens Clemmensen et devient un musée.